# Rasheda K Chowdhury
Pour les articles homonymes, voir Chowdhury.
Rasheda K Chowdhury (née en 1951) est une universitaire bangladaise, devenue en 2018 conseillère pour l'enseignement primaire de masse du gouvernement intérimaire bangladais dirigé par Fakhruddin Ahmed.

## Carrière
Chowdhury est née à Sylhet, Bangladesh, en 1951. Elle possède une Maîtrise d'anglais. En janvier 2017, elle est élue présidente de l'English Department Alumni Society de l'Université de Dacca. Elle s'élève contre la pratique répandue dans les familles des châtiments corporels à l'encontre des enfants et les mariages précoces,,. En 2018, elle est la conseillère pour l'enseignement primaire de masse dans le gouvernement intérimaire bangladais dirigé par Fakhruddin Ahmed.
Elle est cofondatrice et directrice exécutive de la Campagne mondiale pour l'éducation (CGE),. Ce mouvement, qui se développe dans plus de cent pays, se donne pour mission de s'assurer que les États agissent pour garantir le droit de chacun à une éducation publique gratuite et de qualité. Elle est également membre du Comité exécutif de l'Institute for Inclusive Finance and Development (InM). Elle est élue membre du groupe de coordination de la consultation collective des ONG (CCONG) au sein de l'Organisation des Nations Unies pour l'éducation, la science et la culture (UNESCO),. Chowdhury est coordinatrice du Forum national pour la protection sociale (NFSP) et membre principal de l'Institut bangladais des études sur le développement (BIDS). Elle occupe au Bangladesh le poste de directrice exécutive de Campaign for popular education (CAMPE) 2019-2021,. En février 2020, elle préside le lancement de la Plateforme de connaissances sur l'agriculture familiale qui utilise la vidéo pour la vulgarisation agricole au Bangladesh.